# Naderjînșciîna
Naderjînșciîna (în ucraineană Надержинщина) este localitatea de reședință a comunei Naderjînșciîna din raionul Poltava, regiunea Poltava, Ucraina.

## Demografie
Componența lingvistică a localității Naderjînșciîna
     Ucraineană (92,78%)
     Rusă (6,19%)
     Alte limbi (0,52%)
Conform recensământului din 2001, majoritatea populației localității Naderjînșciîna era vorbitoare de ucraineană (92,78%), existând în minoritate și vorbitori de rusă (6,19%).